# Wilslebener See
Koordinaten: 51° 47′ 2″ N, 11° 26′ 3″ O

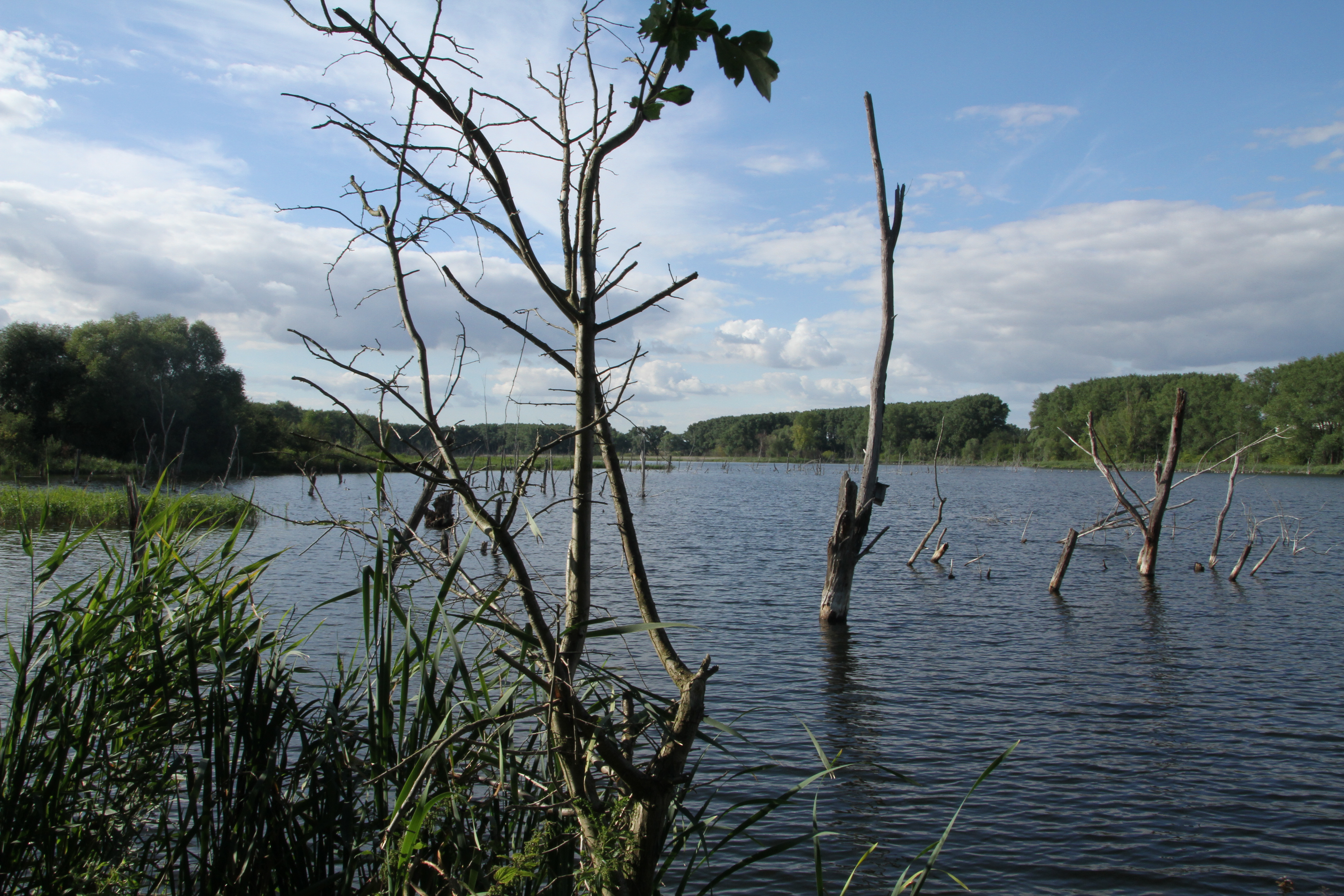
Wilslebener See

Der Wilslebener See (andere Schreibweise Wilsleber See) ist ein etwa 24 ha großer See im Nordwesten der Stadt Aschersleben im Salzlandkreis in Sachsen-Anhalt, gelegen zwischen der Innenstadt und dem Ortsteil Wilsleben. Der See liegt am Rande der Seeländereien, eines durch Subrosion entstandenen Senkungsgebietes. In diesem Senkungsgebiet befand sich  bis zur Trockenlegung ab 1703 der ausgedehnte Ascherslebener See, auch Gaterslebener See genannt. Der heutige Wilslebener See entstand nach dem Stilllegen eines Braunkohlentiefbaufeldes Anfang des 20. Jahrhunderts, in der Folge bildete sich an der Oberfläche eine wassergefüllte Senke. Der See wird deshalb auch als Bruchfeldsee bezeichnet. Eine andere seit dem Zweiten Weltkrieg inoffiziell genutzte Bezeichnung ist Junkerssee, da der See unmittelbar an ein Werk der Junkers Flugzeug- und Motorenwerke grenzte (siehe auch Geschichte der Unternehmen der Stadt Aschersleben).
Den Namen Wilslebener See trägt zudem auch das umgebende Naturschutzgebiet mit dem Kennzeichen NSG 0148; es ist rund 154 Hektar groß und stellt den Wilslebener See mit seinen Uferbereichen und angrenzende Grünlandkomplexe unter Schutz. Der See wird von einem ausgedehnten Schilfgürtel gesäumt, an den sich feuchte Staudenfluren anschließen. Weiterhin stocken im Uferbereich des Sees Erlenbruch- und Auwaldreste. Die offenen Wasserflächen des Sees werden von verschiedenen Schwimmblattgesellschaften eingenommen. Der Naturschutz besteht seit 1994 (Datum der Verordnung: 29. November 1994), zuständige untere Naturschutzbehörde ist der Salzlandkreis.
Südwestlich des Sees verläuft der Hauptgraben, im Südwesten begrenzt der Graben nördlich Aschersleben das Schutzgebiet. Große Bereiche des Naturschutzgebietes werden von Landreitgras- und Ruderalfluren eingenommen.
Insbesondere der See mit seinen Uferbereichen ist Lebensraum zahlreicher Vögel. So kommen hier u. a. Rohrweihe, Rohrdommel, Haubentaucher, Höckerschwan, Tafelente, Reiherente, Wasserralle, Teichralle, Kiebitz, Flussregenpfeifer, Beutelmeise, Schilf-, Teich- und Drosselrohrsänger als Brutvögel vor. Auch als Rastgebiet haben See und Schilfgürtel eine besondere Bedeutung z. B. für Berghänfling, Rohrammer, Rauch- und Mehlschwalbe, Schaf- und Bachstelze, Wiesen- und Wasserpieper, Star, Beutelmeise, Kolbenente, Fischadler, Kornweihe, Wanderfalke, Steinkauz und Sumpfohreule. Weiterhin ist das Naturschutzgebiet Lebensraum für über zwanzig Libellenarten, darunter Keilfleckmosaikjungfer, Fledermausazurjungfer, Frühe Adonislibelle, Falkenlibelle und Früher Schilfjäger.
Im Bereich des Sees gibt es zahlreiche Amphibien und Reptilien. Zu den häufig vorkommenden Amphibien zählen Teichmolch (Lissotriton vulgaris),  Bergmolch (Ichthyosaura alpestris), Erdkröte (Bufo bufo) Wechselkröte (Bufotes viridis) sowie Knoblauchkröte (Pelobates fuscus), Grasfrosch (Rana temporaria) Moorfrosch (Rana arvalis), Teichfrosch (Pelophylax esculentus) und Seefrosch (Pelophylax ridibundus).
Eine Besonderheit ist das Vorkommen von vier Echsenarten auf engem Raum, was so in Sachsen-Anhalt einmalig ist. So leben im Umkreis des NSG Wilsleber See die Blindschleiche (Anguis fragilis), die Mauereidechse (Podarcis muralis), die Waldeidechse (Zootoca vivipara) und die  Zauneidechse (Lacerta agilis argus).
Die Mauereidechse als gebietsfremde Art geht dabei auf Einschleppung durch den Menschen zurück.
Das warme Klima in Aschersleben begünstigt zudem das Vorkommen weiterer wärmeliebender Arten im direkten Umfeld des Sees. So existiert seit mindestens 2011 eine stabile Population der europäischen Gottesanbeterin (Mantis religiosa).
Des Weiteren leben der Ammen-Dornfinger (Cheiracanthium punctorium), die Wespenspinne (Argiope bruennichi) und die blauflüglige Ödlandschrecke (Oedipoda caerulescens) auf den Wiesen um den See.
Das Naturschutzgebiet grenzt im Süden an die Bundesstraße 6n und im Osten an die Kreisstraße 1371.